# 2009년 세계 육상 선수권 대회
제12회 세계 육상 선수권 대회는 국제 육상 경기 연맹(IAAF) 주관으로 2009년 8월 15일부터 23일까지 독일 베를린에서 열린 국제 육상 대회이다. 대부분의 경기는 올림픽 경기장에서 열렸고, 브란덴부르크 문이 마라톤과 경보 경기의 출발 및 도착 지점으로 사용되었다. 독일에서 1993년 제4회 세계 육상 선수권 대회를 슈투트가르트에서 개최한 이후 16년 만에 두 번째 개최다. 베를린에서의 주요 육상 경기는 1936년 하계 올림픽 이후 73년 만이다. 202개 국가와 2,101명 선수가 이 대회에 참가했다.

## 개최지 선정
2004년 12월 6일 IAAF는 후보 도시 Split (크로아티아), Valencia (스페인), 브리즈번 (오스트레일리아), 브뤼셀 (벨기에), 델리 (인도), 카사블랑카 (모로코), 대구 (대한민국)를 누르고 베를린이 개최지로 최종 결정되었다고 발표했다.
베를린 시 당국과 독일 육상 경기 협회가 대회 조직을 주관했다.

### 비용

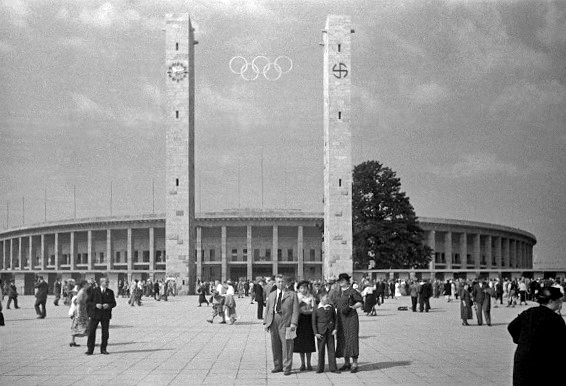
The Olympiastadion hosting its first major athletics event: the 1936 Summer Olympics.

1936년과 1972년 하계 올림픽, 1974년과 2006년 FIFA 월드컵, 1993년 세계 육상 선수권 대회 등 굵직한 스포츠 대회를 성공적으로 이끈 독일 정부를 신뢰를 바탕으로 IAAF 회장 Lamine Diack은 대회의 성공을 확신했다.
조직 위원회는 대회 개최 예산으로 참가 선수 모두를 위한 교통과 숙박 비용까지 포함해 4900만 유로를 책정했다고 발표했다. 숙박을 위해서는 9000개의 객실을 확보하겠다고 했다. 그 중에 에스트렐 호텔(950실)과 베를린 호텔(650실)을 포함시켜 선수들이 올림픽 선수촌과 비슷한 분위기에서 지낼 수 있도록 하겠다는 계획도 세웠다.
대회는 경제적인 면에서 전반적으로 성공적이었다. 대회 기간 9일 동안 총 41만 7156장의 입장권이 판매되었고, 방문객들이 쓴 돈이 1억 2000만 유로로 추정된다.

## 결과

### 남자
트랙 경기
| 종목                    | 금                                                             | 금          | 은                                                                    | 은          | 동                                                                        | 동          |
| ----------------------- | -------------------------------------------------------------- | ----------- | --------------------------------------------------------------------- | ----------- | ------------------------------------------------------------------------- | ----------- |
| 100m 자세히             | 우사인 볼트 자메이카                                           | 9.58 WR     | 타이슨 게이 미국                                                      | 9.71 NR     | 아사파 포웰 자메이카                                                      | 9.84 SB     |
| 200m 자세히             | 우사인 볼트 자메이카                                           | 19.19 WR    | 알론소 에드워드 파나마                                                | 19.81 AR    | 월리스 스피어먼 미국                                                      | 19.85 SB    |
| 400m 자세히             | 라숀 메릿 미국                                                 | 44.06 WL    | 제러미 워리너 미국                                                    | 44.60 AR    | 레니 쿼우 트리니다드 토바고                                               | 45.02       |
| 800m 자세히             | 음불라에니 물라우지 남아프리카 공화국                          | 1:45.29     | 알프레드 키르와 예고 케냐                                             | 1:45.35     | 유수프 사아드 카멜 바레인                                                 | 1:45.35     |
| 1500m 자세히            | 유수프 사아드 카멜 바레인                                      | 3:35.93     | 데레세 메코넨 에티오피아                                              | 3:36.01     | 버나드 라가트 미국                                                        | 3:36.20     |
| 5000m 자세히            | 케네시아 베켈레 에티오피아                                     | 13:17.09    | 버나드 라가트 미국                                                    | 13:17.33    | 제임스 크왈라 크쿠루이 카타르                                             | 13:17.78    |
| 10,000m 자세히          | 케네시아 베켈레 에티오피아                                     | 26:46.31 CR | 제르세나이 타데세 에리트레아                                          | 26:50.12 SB | 모지스 은디에마 마사이 케냐                                               | 26:57.39 SB |
| 마라톤 자세히           | 아벨 키루이 케냐                                               | 2:06:54 CR  | 임마누엘 키프치르치르 무타이 케냐                                     | 2:07:48     | 체가이 케베데 에티오피아                                                  | 2:08:35     |
| 110m 허들 자세히        | 바베이도스 라이언 브래스웨이트(BAR)                            | 13.14 NR    | 테렌스 트램멜 미국                                                    | 13.15       | 데이비드 페인 미국                                                        | 13.15       |
| 400m 허들 자세히        | 케런 클레멘트 미국                                             | 47.91 WL    | 푸에르토리코 하비에르 쿨손(PUR)                                       | 48.90 PB    | 버숀 잭슨 미국                                                            | 48.23       |
| 3000m 장애물경주 자세히 | 이즈킬 켐보이 케냐                                             | 8:00.43 CR  | 리처드 키프켐보이 마텔롱 케냐                                         | 8:00.89 PB  | 부압델라 타리 프랑스                                                      | 8:01.18 AR  |
| 20km 경보 자세히        | 발레리 보르힌 러시아                                           | 1:18:41     | 왕하오 중화인민공화국                                                 | 1:19:06 PB  | 에데르 산체스 멕시코                                                      | 1:19:22 SB  |
| 50km 경보 자세히        | 세르게이 키르드야프킨 러시아                                   | 3:38:35 WL  | 트론드 뉘마르크 노르웨이                                              | 3:41:16 NR  | 헤수스 앙겔 가르시아 스페인                                               | 3:41:37 SB  |
| 400m 이어달리기 자세히  | 자메이카 스티브 멀링즈 마이클 프레이터 우사인 볼트 아사파 포웰 | 37.31 CR    | 트리니다드 토바고 대럴 브라운 마크 번즈 임마누엘 캘랜더 리처드 톰프슨 | 37.62 NR    | 영국 시미언 윌리엄슨 타이론 에드가 말론 데보니시 해리 에디킨즈-애라이에티 | 38.02 SB    |
| 1600m 이어달리기 자세히 | 미국 안젤로 테일러 제러미 워리너 케런 클레멘트 라숀 메릿       | 2:57.86 WL  | 영국 콘래드 윌리엄스 마이클 빙햄 로버트 토빈 마틴 루니                | 3:00.53 SB  | 오스트레일리아 존 스티픈슨 벤 오페라인즈 트리스탄 토머스 숀 로우          | 3:00.90 SB  |

필드 경기
| 종목                | 금                                | 금       | 은                                     | 은       | 동                                                 | 동       |
| ------------------- | --------------------------------- | -------- | -------------------------------------- | -------- | -------------------------------------------------- | -------- |
| 높이뛰기 자세히     | 야로슬라프 리바코프 러시아        | 2.32     | 키리아코스 이오아누 키프로스           | 2.32     | 실베스테르 베드나레크 폴란드 독일 라울 슈팡크 독일 | 2.32     |
| 장대높이뛰기 자세히 | 스티븐 후커 오스트레일리아        | 5.90     | 로맹 메스낼 프랑스                     | 5.85     | 르노 라비예니 프랑스                               | 5.80     |
| 멀리뛰기 자세히     | 드와이트 필립스 미국              | 8.54     | 고프리 호초 모코에나 남아프리카 공화국 | 8.47     | 미첼 와트 오스트레일리아                           | 8.37     |
| 삼단뛰기 자세히     | 필립스 이도우 영국                | 17.73 WL | 넬송 에보라 포르투갈                   | 17.55    | 알렉시스 코펠로 쿠바                               | 17.36    |
| 투포환 자세히       | 크리스천 캔트웰 미국              | 22.03 WL | 토마시 마예프스키 폴란드               | 21.91    | 랄프 바르텔스 독일                                 | 21.37 PB |
| 투원반 자세히       | 로베르트 하르팅 독일              | 69.43 PB | 피오트르 말라호프스키 폴란드           | 69.15 NR | 에스토니아 게르드 칸테르(EST)                      | 66.88    |
| 창던지기 자세히     | 안드레아스 토르킬센 노르웨이      | 89.59 SB | 길레르모 마르티네스 쿠바               | 86.41 SB | 무라카미 유키후미 일본                             | 32.97    |
| 투해머 자세히       | 슬로베니아 프리모지 코즈무스(SLO) | 80.84 SB | 시몬 지오워코프스키 폴란드             | 79.30 SB | 알렉세이 자고르니 러시아                           | 78.09    |
| 10종경기 자세히     | 트레이 하디 미국                  | 8790 WL  | 레오넬 수아레스 쿠바                   | 8640     | 알렉산드르 포고렐로프 러시아                       | 8528     |

### 여자
트랙 경기
| 종목                    | 금                                                                       | 금          | 은                                                                          | 은         | 동                                                                                       | 동              |
| ----------------------- | ------------------------------------------------------------------------ | ----------- | --------------------------------------------------------------------------- | ---------- | ---------------------------------------------------------------------------------------- | --------------- |
| 100m 자세히             | 셸리앤 프레이저프라이스 자메이카                                         | 10.73 WL    | 케런 스튜어트 자메이카                                                      | 10.75 PB   | 카멜리타 제터 미국                                                                       | 10.90           |
| 200m 자세히             | 앨리슨 펠릭스 미국                                                       | 22.02       | 베로니카 캠벨브라운 자메이카                                                | 22.35      | 데비 퍼거슨-매켄지(BAH)                                                                  | 22.41           |
| 400m 자세히             | 사냐 리처즈 미국                                                         | 49.00 WL    | 세리카 윌리엄스 자메이카                                                    | 49.32 PB   | 안토니나 크리보샤프카 러시아                                                             | 49.71           |
| 800m 자세히             | 캐스터 세멘야 남아프리카 공화국                                          | 1:55.45 WL  | 재니스 제프코스게이 케냐                                                    | 1:57.90 SB | 제니퍼 미도우즈 영국                                                                     | 1:57.93 PB      |
| 1500m 자세히            | 마리얌 유수프 자말 바레인                                                | 4:03.74     | 리사 도브리스키 영국                                                        | 4:03.75    | 샤논 로우버리 미국                                                                       | 4:04.18         |
| 5000m 자세히            | 비비안 체루이요트 케냐                                                   | 14:57.97    | 실비아 제비워트 키베트 케냐                                                 | 14:58.33   | 메세레트 데파르 에티오피아                                                               | 14:58.41        |
| 10,000m 자세히          | 리넷 체프퀘모이 마사이 케냐                                              | 30:51.24 SB | 메셀레치 멜카무 에티오피아                                                  | 30:51.34   | 우데 아얄루 에티오피아                                                                   | 30:51.95 <small |
| 마라톤 자세히           | 쉐바이 중화인민공화국                                                    | 2:25:15     | 오자키 요시미 일본                                                          | 2:25:25    | 아셀레페치 메르기아 에티오피아                                                           | 2:25:32         |
| 100m 허들 자세히        | 브리지트 포스터-힐턴 자메이카                                            | 12.51 SB    | 프리실라 로페스-쉴리프 캐나다                                               | 12.54      | 델로린 에니스-런던 자메이카                                                              | 12.55 SB        |
| 400m 허들 자세히        | 밀레인 워커 자메이카                                                     | 52.42 CR    | 러신다 디머스 미국                                                          | 52.96      | 조스앤 루카스 \| 트리니다드 토바고                                                       | SB              |
| 3000m 장애물경주 자세히 | 마르타 도밍게스 스페인                                                   | 9:07.32 WL  | 율리야 자루드네바 러시아                                                    | 9:08.39 PB | 밀카 체모스 체이와 케냐                                                                  | 9:08.57 PB      |
| 20km 경보 자세히        | 올가 카니시키나 러시아                                                   | 1:28:09     | 올리브 러그난(IRL)                                                          | 1:28:58 SB | 류훙 중화인민공화국                                                                      | 1:29:10 SB      |
| 400m 계주 자세히        | 자메이카 시몬 페이시 셸리앤 프레이저프라이스 에일린 베일리 케런 스튜어트 | 42.06       | 바하마 셰니카 퍼거슨 챈드라 스터러프 크리스틴 애머틸 데비 퍼거슨-매켄지     | 42.29 SB   | 독일 마리온 바그너 안네 묄링거 카틀렌 치르히 베레나 자일러                               | 42.87SB         |
| 1600m 계주 자세히       | 미국 데비 던 앨리슨 펠릭스 래신다 데머스 사냐 리처즈                     | 3:17.83WL   | 자메이카 로즈메리 화이트 노블린 윌리엄스-밀즈 셰리파 로이드 셰리카 윌리엄스 | 3:21.15 SB | 러시아 아나스타시야 카파친스카야 타탸나 피로바 류드밀라 리트비노바 안토니나 크리보샤프카 | 3:21.64 SB      |

필드 경기
| 종목                | 금                           | 금       | 은                                  | 은       | 동                             | 동       |
| ------------------- | ---------------------------- | -------- | ----------------------------------- | -------- | ------------------------------ | -------- |
| 높이뛰기 자세히     | 블랑카 블라쉬치 크로아티아   | 2.04     | 안나 치체로바 러시아                | 2.02     | 아리아네 프리드리히 독일       | 2.02<br/ |
| 장대높이뛰기 자세히 | 안나 로고프스카 폴란드       | 4.75     | 모니카 피레크 폴란드 첼시 존슨 미국 | 4.65     |                                |          |
| 멀리뛰기 자세히     | 브리트니 리즈 미국           | 7.10 WL  | 타탸나 레베데바 러시아              | 6.97 SB  | 튀르키예 카린 메이 멜리스(TUR) | 6.80     |
| 삼단뛰기 자세히     | 야르겔리스 사비뉴 쿠바       | 14.95    | 마벨 가이 쿠바                      | 14.61 SB | 안나 퍄티흐 러시아             | 14.58    |
| 투포환 자세히       | 뉴질랜드 밸러리 빌리(NZL)    | 20.44    | 나딘 클라네르트 독일                | 20.20 PB | 궁리자오 중화인민공화국        | 19,89 PB |
| 투원반 자세히       | 다니 새뮤얼즈 오스트레일리아 | 65.44 PB | 야렐리스 바리오스 쿠바              | 65.31 SB | 루마니아 니콜레타 그라수(ROU)  | 65.20 SB |
| 투창 자세히         | 슈테피 네리우스 독일         | 67.30 SB | 바르보라 슈포타코바 체코            | 66.42    | 마리야 아바쿠모바 러시아       | 66.06    |
| 투해머 자세히       | 아니타 브워다르치크 폴란드   | 77.96 WR | 베티 하이들러 독일                  | 77.12 NR | 마르티나 흐라스노바 슬로바키아 | 74.49    |
| 7종경기 자세히      | 제시카 에니스 영국           | 6731 WL  | 예니퍼 외저 독일                    | 6493 PB  | 카밀라 후지크 폴란드           | 6471 SB  |

## 메달 집계
| 순위 | 나라              | 금 | 은 | 동 | 합계 |
| 1    | 미국              | 10 | 6  | 6  | 22   |
| 2    | 자메이카          | 7  | 4  | 2  | 13   |
| 3    | 케냐              | 4  | 5  | 2  | 11   |
| 4    | 러시아            | 4  | 3  | 6  | 13   |
| 5    | 폴란드            | 2  | 4  | 2  | 8    |
| 6    | 독일              | 2  | 3  | 4  | 9    |
| 7    | 에티오피아        | 2  | 2  | 4  | 8    |
| 8    | 영국              | 2  | 2  | 2  | 6    |
| 9    | 남아프리카공화국  | 2  | 1  | 0  | 3    |
| 10   | 오스트레일리아    | 2  | 0  | 2  | 4    |
| 11   | 바레인            | 2  | 0  | 1  | 3    |
| 12   | 쿠바              | 1  | 4  | 1  | 6    |
| 13   | 중화인민공화국    | 1  | 1  | 2  | 4    |
| 14   | 노르웨이          | 1  | 1  | 0  | 2    |
| 15   | 스페인            | 1  | 1  | 0  | 2    |
| 16   | 바베이도스        | 1  | 0  | 0  | 1    |
| 16   | 크로아티아        | 1  | 0  | 0  | 1    |
| 16   | 뉴질랜드          | 1  | 0  | 0  | 1    |
| 16   | 슬로베니아        | 1  | 0  | 0  | 1    |
| 20   | 프랑스            | 0  | 1  | 2  | 3    |
| 20   | 트리니다드 토바고 | 0  | 1  | 2  | 3    |
| 22   | 바하마            | 0  | 1  | 1  | 2    |
| 22   | 일본              | 0  | 1  | 1  | 2    |
| 24   | 캐나다            | 0  | 1  | 0  | 1    |
| 24   | 키프로스          | 0  | 1  | 0  | 1    |
| 24   | 체코              | 0  | 1  | 0  | 1    |
| 24   | 에리트레아        | 0  | 1  | 0  | 1    |
| 24   | 아일랜드          | 0  | 1  | 0  | 1    |
| 24   | 파나마            | 0  | 1  | 0  | 1    |
| 24   | 포르투갈          | 0  | 1  | 0  | 1    |
| 24   | 푸에르토리코      | 0  | 1  | 0  | 1    |
| 32   | 에스토니아        | 0  | 0  | 1  | 1    |
| 32   | 멕시코            | 0  | 0  | 1  | 1    |
| 32   | 카타르            | 0  | 0  | 1  | 1    |
| 32   | 루마니아          | 0  | 0  | 1  | 1    |
| 32   | 슬로바키아        | 0  | 0  | 1  | 1    |
| 32   | 튀르키예          | 0  | 0  | 1  | 1    |

## 같이 보기
- 세계 육상 선수권 대회